# 前33世纪
| 千纪： | 前5千纪 \| 前4千纪 \| 前3千纪 |
| 世纪： | 前36世纪 \| 前35世纪 \| 前34世纪 \| 前33世纪 \| 前32世纪 \| 前31世纪 \| 前30世纪                                                         |
| 年代： | 前3290年代 \| 前3280年代 \| 前3270年代 \| 前3260年代 \| 前3250年代 \| 前3240年代 \| 前3230年代 \| 前3220年代 \| 前3210年代 \| 前3200年代 |

前3300年至前3201年的这一段期间被称为前33世纪。

## 重要事件、发展与成就

### 科学技术
- 公元前3300年，商業行為中使用陶球算石，泥板紀錄，六十進位法，使數字與圖像符號結合。
- 新月沃土进入青铜时代。
- 公元前3250年前后，陶钧（英语：Potter's wheel）在古代近東投入使用。

### 环境与自然资源
- 尼罗河河谷首度出现家牛。
- 埃及人驯化了北非的野驴。